# Kaufland
Kaufland je řetězec hypermarketů, který má prodejny v osmi zemích Evropy včetně Česka. Kaufland stejně jako Lidl patří do německé skupiny Schwarz-Gruppe, která je největší maloobchodní firmou v Evropě. V Česku měl Kaufland za účetní rok 2021–2022 tržby 64,053 mld. Kč, čímž byl právě po Lidlu 2. největším maloobchodním řetězcem v Česku. S přibližně 11,5 tis. zaměstnanci navíc firma patří mezi největší tuzemské zaměstnavatele. V únoru 2023 měl Kaufland v Česku 140 prodejen.

## Historie

Staré logo (do roku 2017)

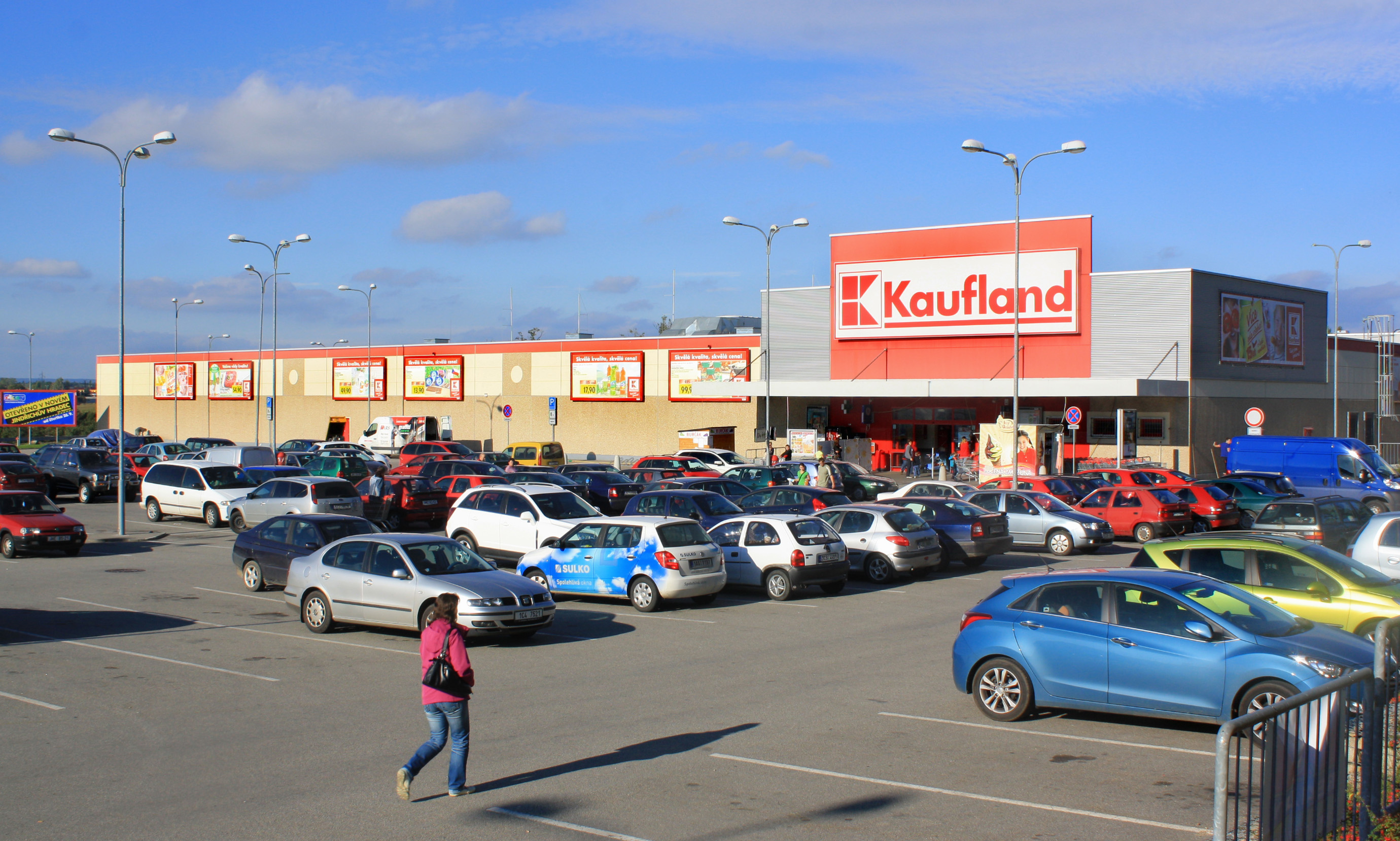
Kaufland v Jindřichově Hradci (2013)

Počátky skupiny Schwarz sahají do roku 1930, kdy Josef Schwarz vstoupil jako společník do velkoobchodu s exotickým ovocem Lidl & Co. Firma pod novým jménem Lidl & Schwarz KG začala obchodovat také s dalšími druhy potravin a postupně se zaměřila také na maloobchod. První maloobchodní prodejnu pod názvem Handelshof otevřela ve městě Backnang v roce 1968. Po smrti Josefa Schwarze firmu v roce 1977 převzal jeho syn Dieter Schwarz.
První hypermarket Kaufland byl otevřen v roce 1984 ve městě Neckarsulm v Bádensku-Württembersku. V roce 1990 už měl Kaufland v západním Německu 51 prodejen. Po znovusjednocení Německa expandoval také do bývalé NDR, kde první prodejnu otevřel v Míšni.
Na přelomu tisíciletí Kaufland expandoval do dalších zemí střední a jihovýchodní Evropy. První zahraniční zemí, kde Kaufland otevřel svůj hypermarket, se v roce 1998 stalo Česko.

## Kaufland ve světě

V roce 2022 Kaufland provozoval prodejny v osmi evropských zemích: v Bulharsku, Česku, Chorvatsku, Německu, Moldavsku, Polsku, Rumunsku a na Slovensku. Celkově se v Evropě nachází asi 1 500 prodejen Kaufland, z toho přibližně polovina v domovském Německu.
První zemí, kam Kaufland expandoval, se v roce 1998 stalo Česko. Následovalo Slovensko, kde první prodejna vznikla roku 2000 v Popradě, Chorvatsko (Karlovac, 2001), Polsko (Stargard, 2001), Rumunsko (Bukurešť, 2005) a Bulharsko (Plovdiv, 2006). V roce 2019 pak byly otevřeny první dvě prodejny Kaufland v Moldavsku v Kišiněvu. Kaufland plánoval otevřít prodejny také v Austrálii, od tohoto záměru však v roce 2020 ustoupil.
Významné akvizice Kaufland provedl v Polsku, kde v roce 2021 převzal několik hypermarketů odcházejícího řetězce Tesco, a v Německu, kde ve stejné době převzal 93 hypermarketů řetězce Real.
| Země       | Počet prodejen | K datu  |
| ---------- | -------------- | ------- |
| Německo    | 750+           | 02/2023 |
| Polsko     | 238            | 02/2023 |
| Rumunsko   | 168            | 04/2023 |
| Česko      | 140            | 02/2023 |
| Slovensko  | 75             | 02/2023 |
| Bulharsko  | 63             | 02/2023 |
| Chorvatsko | 45             | 02/2023 |
| Moldavsko  | 9              | 02/2023 |

## Kaufland v Česku

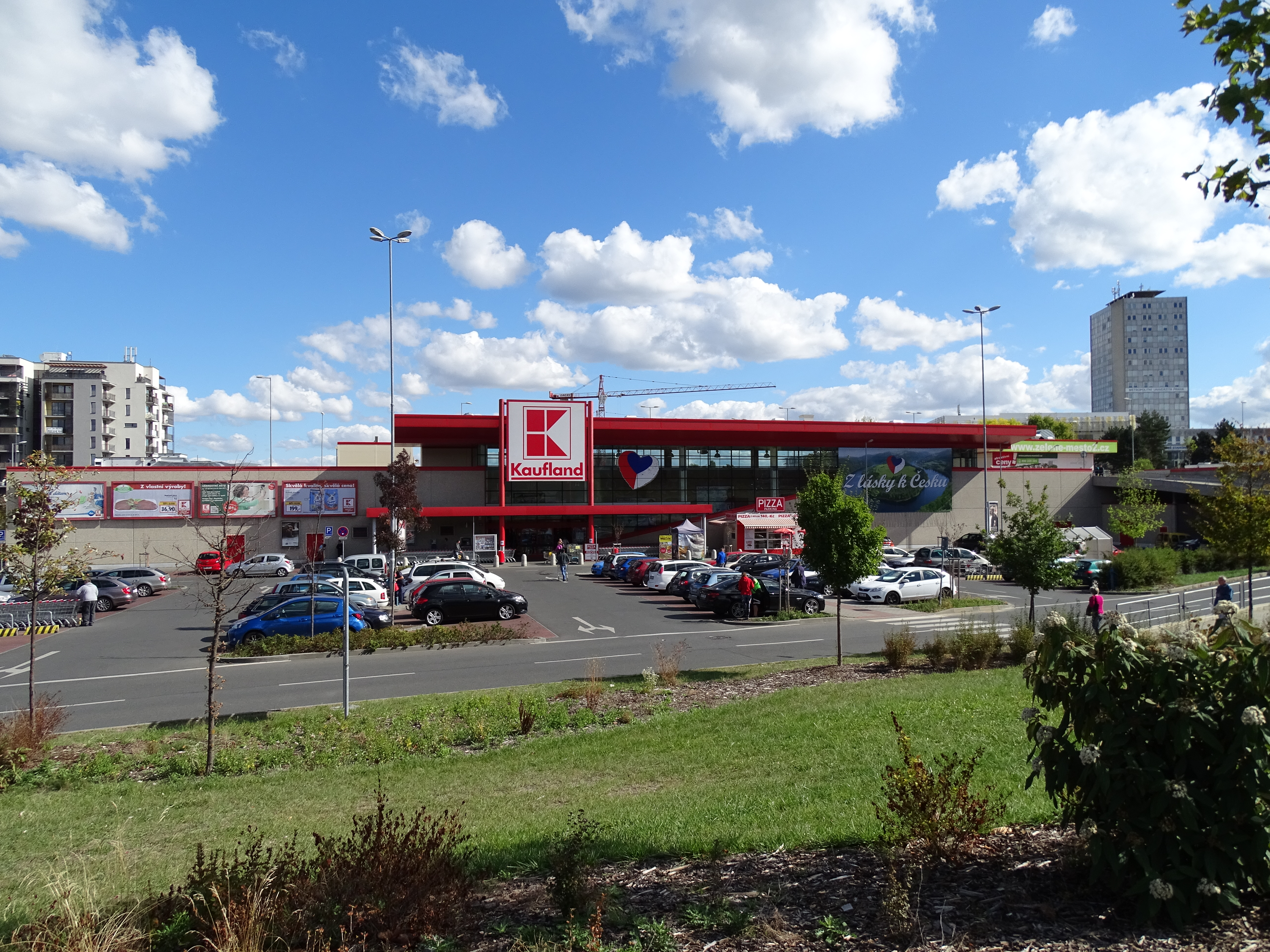
Kaufland v Praze na Jarově

Kaufland v Česku podniká prostřednictvím společnosti Kaufland Česká republika v.o.s., která je vedena u Městského soudu v Praze a má IČ 251 10 161. Firma byla do obchodního rejstříku zapsána v roce 1997 a od roku 2015 sídlí v Praze na Vypichu vedle vlastního hypermarketu. Dříve firma sídlila v Krči. Prodejny Kaufland v Česku jsou zásobovány ze dvou centrálních skladů, které se nacházejí v Modleticích a v Olomouci.
Za účetní rok 2021–2022 měl Kaufland v Česku tržby ve výši 64,053 mld. Kč a zisk 3,258 mld. Kč, přičemž v předchozím účetním období tržby činily 63,031 mld. Kč a zisk 2,933 mld. Kč. V roce 2021–2022 pro Kaufland pracovalo průměrně 11 492 zaměstnanců a společnost tak patřila mezi největší tuzemské zaměstnavatele.

### Historie
První Kaufland v Česku byl otevřen 28. ledna 1998 v Ostravě-Zábřehu. Kaufland tedy do Česka vstoupil ve stejné době jako většina řetězců hypermarketů (v témže roce první prodejny otevřelo také Tesco a Carrefour). Hypermarkety v následujících letech u českých zákazníků celkově získaly značnou popularitu; Kaufland byl již v roce 2002 s odhadovanými tržbami 17,5 mld. Kč čtvrtým největším řetězcem v Česku. V roce 2006 se pak skupina Schwarz (Kaufland společně s diskonty Lidl) stala největší maloobchodní firmou v Česku, když předstihla Makro. Kaufland měl v účetním roce 2005–2006 v Česku tržby 27,063 mld. Kč, zisk 1,156 mld. Kč a provozoval 68 hypermarketů.
V září 2009 Kaufland otevřel svou největší prodejnu a nové sídlo v Praze na Vypichu. Výstavbu budov, stejně jako jejich rozšíření v roce 2013, provázely protesty místních občanů. Síť prodejen dále rostla: v roce 2012 jejich počet přesáhl stovku.
Od července 2017 Kaufland používá nové logo. Novou vizuální podobu od tohoto roku dostávají také prodejny, v modernizovaném interiéru je přehledněji uspořádaná prodejní plocha a zákazníci se mohou orientovat podle barevných ikon znázorňujících kategorie sortimentu. V roce 2019 byl poprvé otestován systém samoobslužných skenerů, nazývaný K-Scan. Od roku 2020 v Česku funguje věrnostní program Kaufland Card.

### Prodejny

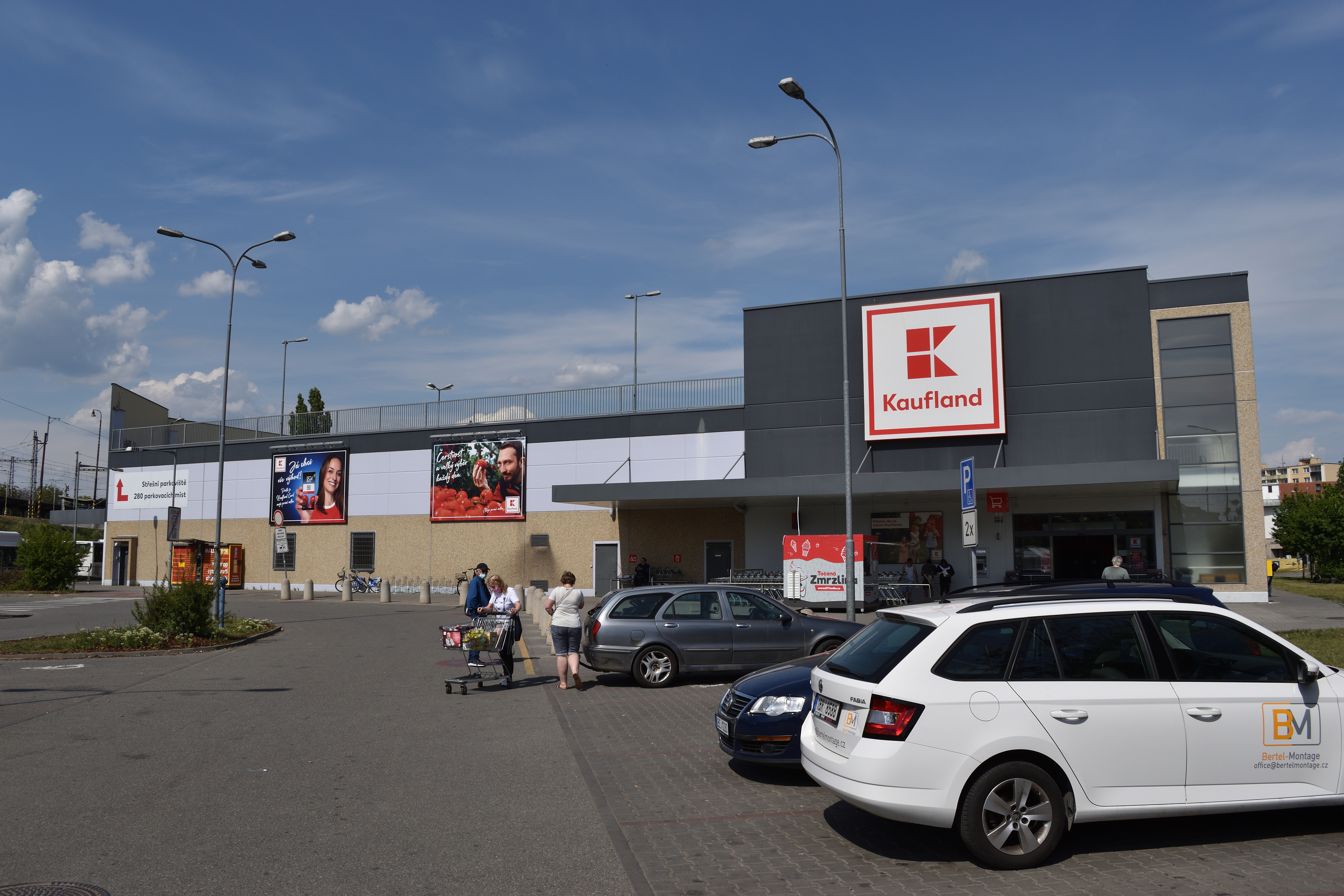
Modernizovaný Kaufland v Brně-Židenicích

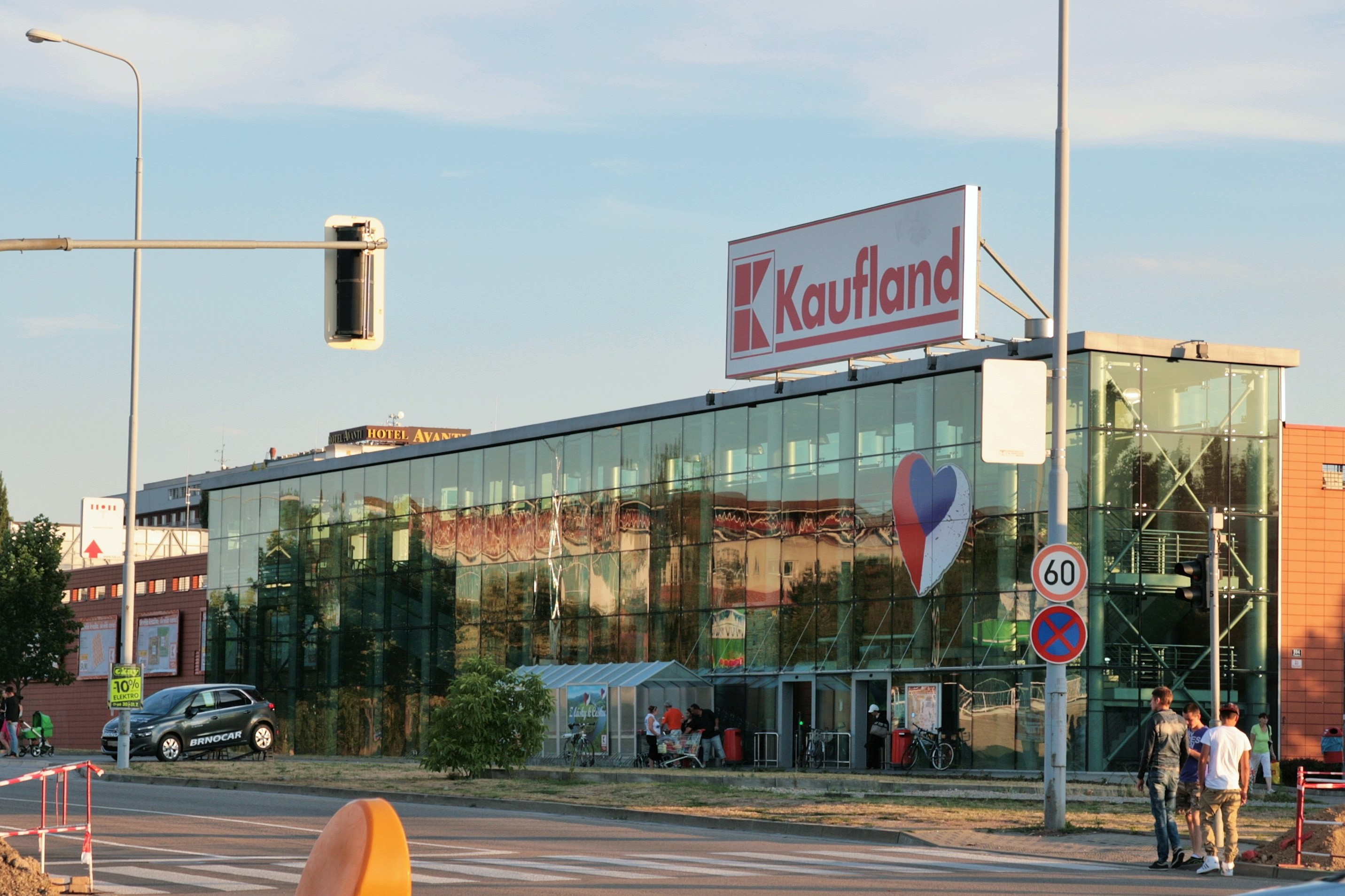
Kaufland v Brně-Ponavě s prodejní plochou v přízemí a parkovištěm na střeše

V únoru 2023 v Česku fungovalo 140 prodejen Kaufland, z toho nejvíce (18) v Moravskoslezském kraji a nejméně (5) v Karlovarském a Plzeňském kraji. Počtem prodejen je Kaufland největším řetězcem hypermarketů v Česku, druhé Tesco zde ve stejné době provozovalo 89 hypermarketů, Albert jich měl 87. Na rozdíl od konkurenčních řetězců se Kaufland silněji orientoval na středně velká a menší města, z okresních měst nemá prodejnu pouze v Břeclavi, Semilech, Tachově a Ústí nad Orlicí.
Prodejny Kaufland mají typickou stavební a vizuální podobu. Nejčastěji se jedná o samostatně stojící jednopodlažní budovy, u kterých se nachází povrchové parkoviště bez další vybavenosti. Budovy jsou většinou postaveny z betonových panelů, které jsou navenek omítnuty nebo pokryty kamenným kobercem. Modernizované prodejny bývají obloženy hliníkovými nebo kompozitními panely šedé barvy. Kompaktnější prodejny ve větších městech jsou vícepodlažní, přičemž propojení prodejních podlaží nebo prodejní plochy s garážemi je řešeno travelátory. U některých hypermarketů Kaufland se nachází nákupní park. Na rozdíl od jiných řetězců si Kaufland zpravidla nepronajímá jednotky v obchodních centrech a nepřejímal v minulosti cizí prodejny.
Podobně jako u dalších řetězců se hypermarkety Kaufland v průběhu let zmenšily. V počátcích měly prodejní plochu až 7 000 m2, v roce 2022 Kaufland na svých stránkách jako požadavek na novou prodejnu uváděl minimální prodejní plochu 2 400 m2. Dalšími požadavky na nové prodejny bylo umístění ve městech s více než 8 tis. obyvateli nebo ve spádové oblasti s více než 25 tis. obyvateli.
| Kraj            | Počet prodejen | Lokace |
| --------------- | -------------- | --- |
| Jihočeský       | 9              | České Budějovice (2), Český Krumlov, Jindřichův Hradec, Písek, Prachatice, Strakonice, Tábor, Třeboň                                        |
| Jihomoravský    | 14             | Blansko, Boskovice, Brno (4), Hodonín (2), Kuřim, Kyjov, Veselí nad Moravou, Vyškov, Znojmo (2)                                             |
| Karlovarský     | 5              | Cheb, Karlovy Vary, Mariánské Lázně, Ostrov, Sokolov                                                                                        |
| Královéhradecký | 8              | Dvůr Králové nad Labem, Hradec Králové, Jaroměř, Jičín, Náchod, Rychnov nad Kněžnou, Trutnov, Vrchlabí                                      |
| Liberecký       | 6              | Česká Lípa, Jablonec nad Nisou (2), Liberec (2), Nový Bor                                                                                   |
| Moravskoslezský | 18             | Bohumín, Bruntál, Český Těšín, Frýdek-Místek, Havířov (2), Karviná, Kopřivnice, Krnov, Nový Jičín, Opava (2), Orlová, Ostrava (4), Třinec   |
| Olomoucký       | 12             | Hranice, Jeseník, Mohelnice, Olomouc (2), Prostějov (2), Přerov (2), Šternberk, Šumperk, Zábřeh                                             |
| Pardubický      | 6              | Česká Třebová, Chrudim, Lanškroun, Pardubice (2), Svitavy                                                                                   |
| Plzeňský        | 5              | Domažlice, Klatovy, Plzeň (2), Rokycany |
| Praha           | 11             | Čestlice, Jarov, Hloubětín, Horní Měcholupy, Kobylisy, Michle, Modřany, Palmovka, Podbaba, Stodůlky, Vypich                                 |
| Středočeský     | 14             | Benešov, Beroun, Brandýs nad Labem, Čáslav, Kladno, Kolín, Kutná Hora, Mělník, Mladá Boleslav, Nymburk, Poděbrady, Příbram, Rakovník, Slaný |
| Ústecký         | 15             | Děčín, Chomutov (2), Kadaň, Litoměřice, Litvínov, Louny, Most, Roudnice nad Labem, Teplice (2), Ústí nad Labem (2), Varnsdorf, Žatec        |
| Vysočina        | 8              | Havlíčkův Brod, Humpolec, Jihlava, Pelhřimov, Třebíč (2), Velké Meziříčí, Žďár nad Sázavou                                                  |
| Zlínský         | 9              | Kroměříž, Otrokovice, Rožnov pod Radhoštěm, Uherské Hradiště, Uherský Brod, Valašské Meziříčí, Vsetín, Zlín (2)                             |

### Branding, reklama aprivátní značky
Pro Kaufland je typická červená barva. Konkrétní produkty nebo akční nabídky jsou pak odlišeny dalšími barvami (například ceny s věrnostní kartou Kaufland Card jsou v akčním letáku zvýrazněny světle modrou barvou, výrobky privátních značek jsou označeny symbolem Žlutá cenovka). Kaufland používá slogan Nejlepší cena pro Česko. Mezi rozsáhlejší reklamní kampaně v minulosti patřila například kampaň Z lásky k Česku (2014), která prezentovala vztah řetězce k zemi a zdůrazňovala širokou nabídku českých produktů v jeho prodejnách. Koncept využívající motiv státní vlajky v kresleném srdíčku byl použit také v ostatních zemích, kde řetězec působí.
Kaufland vydává tištěné reklamní letáky. Po zavedení nové vizuální identity v roce 2017 se jejich podoba změnila, dříve leták připomínal spíše noviny a vedle slevových nabídek obsahoval také propagační texty, recepty, tipy na výlet nebo křížovky.
Kaufland nabízí výrobky privátních značek. Základní potraviny za nízké ceny jsou nabízeny pod značkou K-Classic, potraviny od českých výrobců pod značkou K-Jarmark. Značky K-Free a K-take it veggie jsou zaměřeny na dietní výrobky a rostlinné alternativy. Kaufland také prodává vlastní řadu energetických nápojů značky Crazy Wolf.

### Kontroverze

#### Závadné afalšované potraviny
Kaufland měl zejména v minulosti problémy s prodejem hygienicky závadných potravin. Šlo například o červivá vejce (Hradec Králové, srpen 2006 a Michle, říjen 2006), červivou paštiku (Hradec Králové, únor 2007), slaninu s přemnoženou listérií (Michle, srpen 2007), červivé sledě (České Budějovice, prosinec 2007) nebo plesnivé polotovary chleba (Litoměřice, červen 2012).
Výrobky privátních značek Kaufland a diskontních značek z dovozu měly opakovaně problémy s nedodržením deklarovaného složení. Testy Státní zemědělské a potravinářské inspekce odhalily například červené víno ředěné vodou (2008), kakao s 20 % falšovaného obsahu (2012), malinový džem nastavovaný jablky (2013), kečup s nižším obsahem rajčat (minimálně třikrát v letech 2017–2018), šizené masové konzervy (v roce 2018 dvakrát, 2021), šizené klobásy (dvakrát v roce 2019) nebo falšovaný třešňový džem (2019).

#### Personální krize, vztah kzaměstnancům
V lednu 2018 vzbudil veřejnou kontroverzi interní předpis, ve kterém Kaufland zakázal svým zaměstnancům na prodejně jíst a pít kromě vyhrazených neveřejných prostor. Řetězec se za předpis omluvil s vysvětlením, že pracovníci na pokladně, na informacích a ve skladu u sebe nadále lahev s pitím mít mohou.
Další kontroverzní rozhodnutí, které řetězec začátkem téhož roku učinil, bylo propuštění brigádníků a zákaz doplňování zboží přímo pracovníky dodavatelů. Opatření odůvodněné tím, že brigádníci a externisté dostatečně neznají fungování prodejen a působí chaos vedlo k nedostatku personálu na prodejnách. Ve stejné době navíc panoval nedostatek zájemců o práci napříč celým sektorem maloobchodu. Zákazníci si stěžovali na problémy s doplňováním zboží, nepořádek a desítky minut dlouhé fronty u pokladen. V březnu se navíc část prodejen potýkala s výpadky pokladního systému. Kaufland na problémy reagoval opětovným náborem brigádníků, zvýšením mezd a rozdáváním slevových poukázek za zdržení ve frontě.

#### Protesty proti výstavbě prodejen
Na různých místech v Česku vznikly petice proti výstavbě prodejen Kaufland.
Část obyvatel pražských Bohnic nesouhlasí se záměrem výstavby hypermarketu naproti trojské botanické zahradě. Záměr byl už jednou zamítnut v roce 2018, kdy se proti vyslovilo asi 12 tisíc petentů; v létě 2022 aktivisté podali 1 765 dopisů s připomínkami na Odbor ochrany prostředí pražského magistrátu. Opakovaně kontroverze vzbuzuje areál Kauflandu v Praze na Vypichu v sousedství obory Hvězda, kde občané protestovali proti jeho vzniku na přelomu tisíciletí i proti rozšíření v roce 2013. O výstavbě další budovy se mluvilo v roce 2016; týdeník Echo tehdy upozornil, že zájmy developera hájí bývalý starosta Prahy 6 Petr Boček (ODS).
Protesty provázely výstavbu prodejen Kaufland také například v Brně-Bystrci, Rakovníku nebo Rožnově pod Radhoštěm. Tyto prodejny nakonec vznikly. Pozastaven byl dlouholetý záměr výstavby Kauflandu v Hlučíně. Zabráněno bylo rozšíření Kauflandu v Trutnově.
Při výstavbě Kauflandu v Brně-Židenicích byli ze stavebního řízení vyloučeni zástupci ekologických organizací, kvůli čemuž Krajský soud v Brně existující stavbě v roce 2008 zrušil stavební povolení.
Kontroverze provázely výstavbu velkoskladu v Olomouci, která byla rozdělena na dílčí objekty kvůli snadnějšímu získání stavebního povolení. V roce 2008 Nejvyšší správní soud jedno ze stavebních povolení zrušil kvůli nedostatkům v posouzení hlukové zátěže. Soudy v roce 2014 částem projektu zrušily také územní rozhodnutí. Stavba byla dokončena až koncem roku 2021.

## Galerie

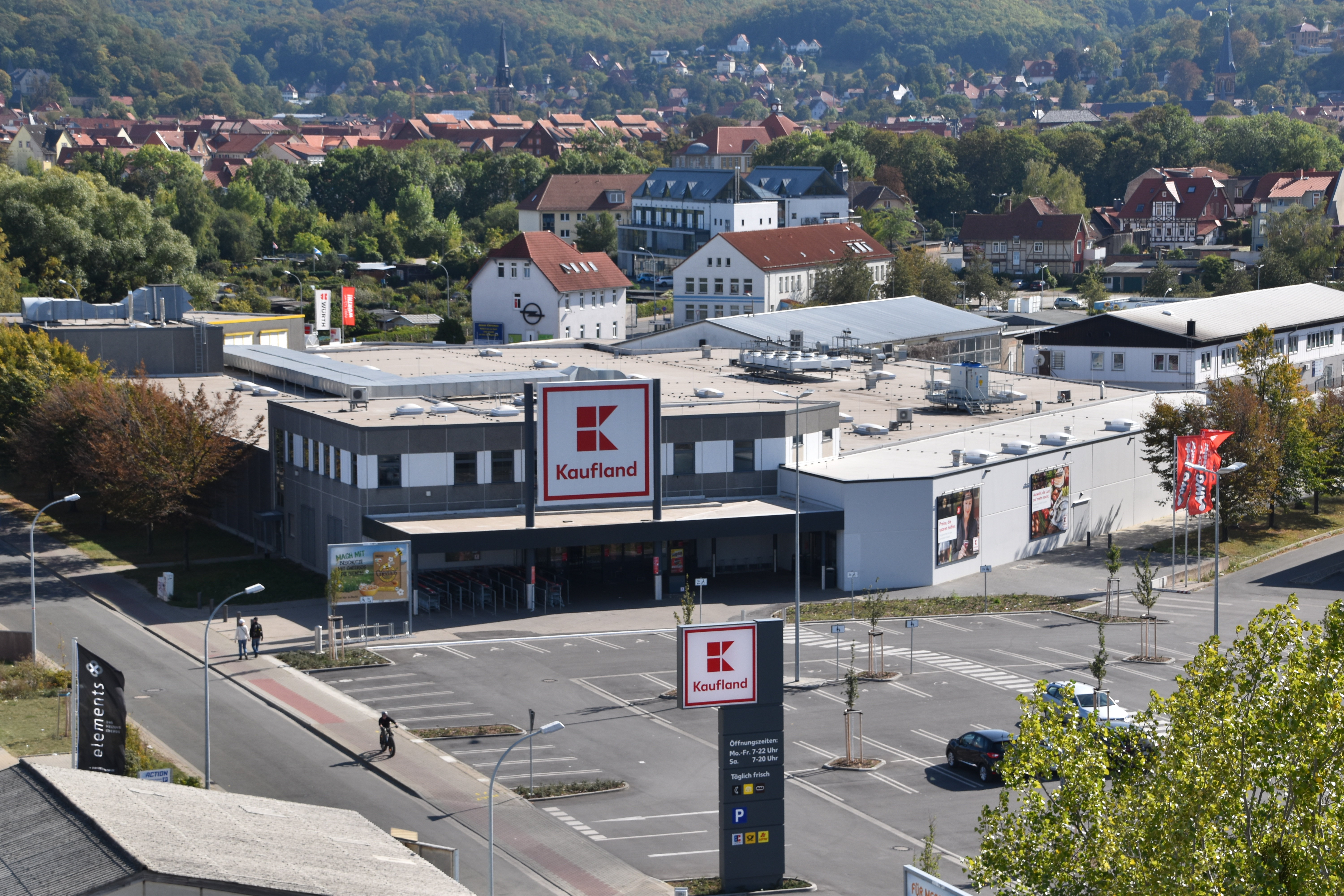
Kaufland ve Wernigerode v Sasku-Anhaltsku
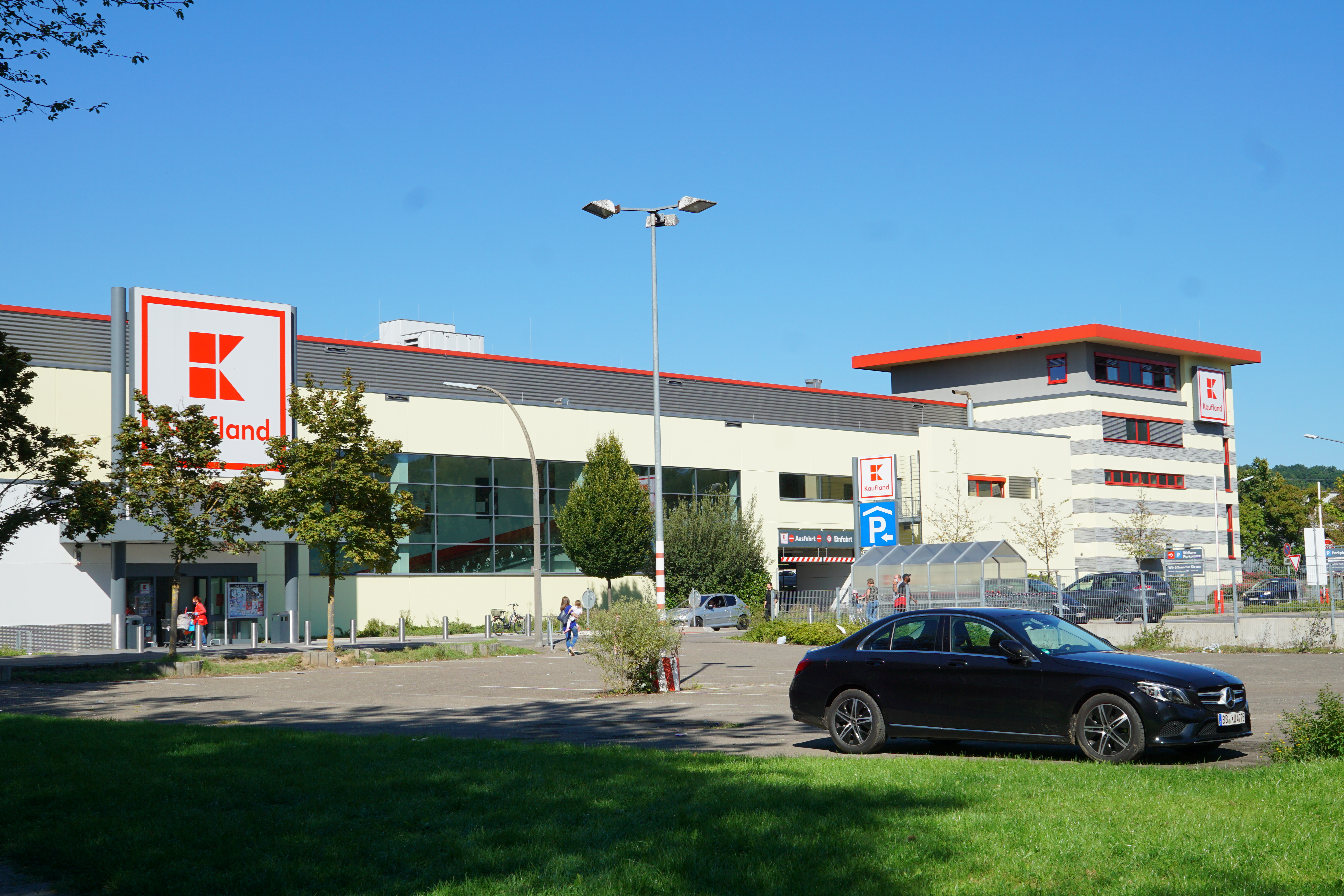
Kaufland ve městě Sindelfingen v Bádensku-Württembersku
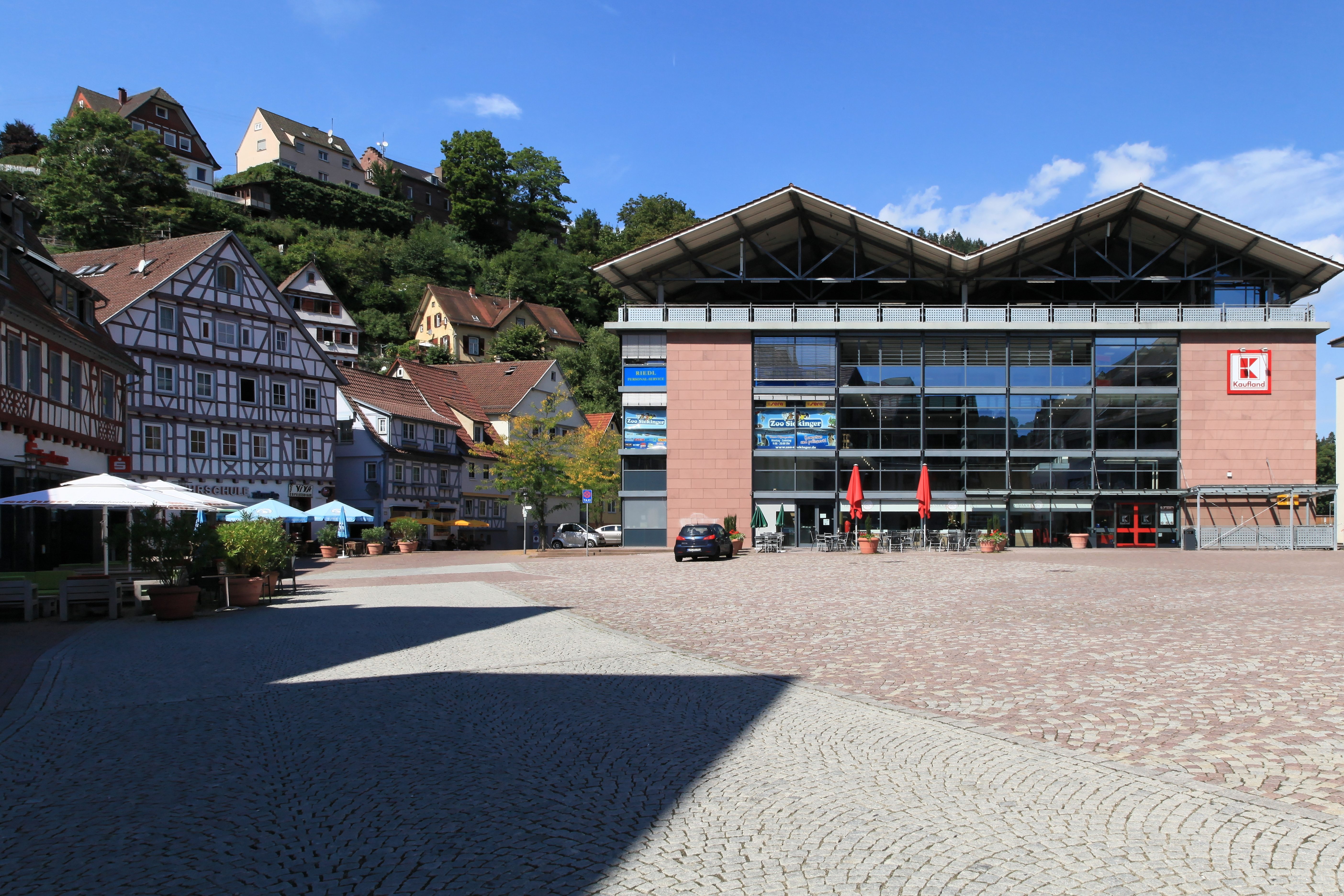
Kaufland ve městě Calw v Bádensku-Württembersku
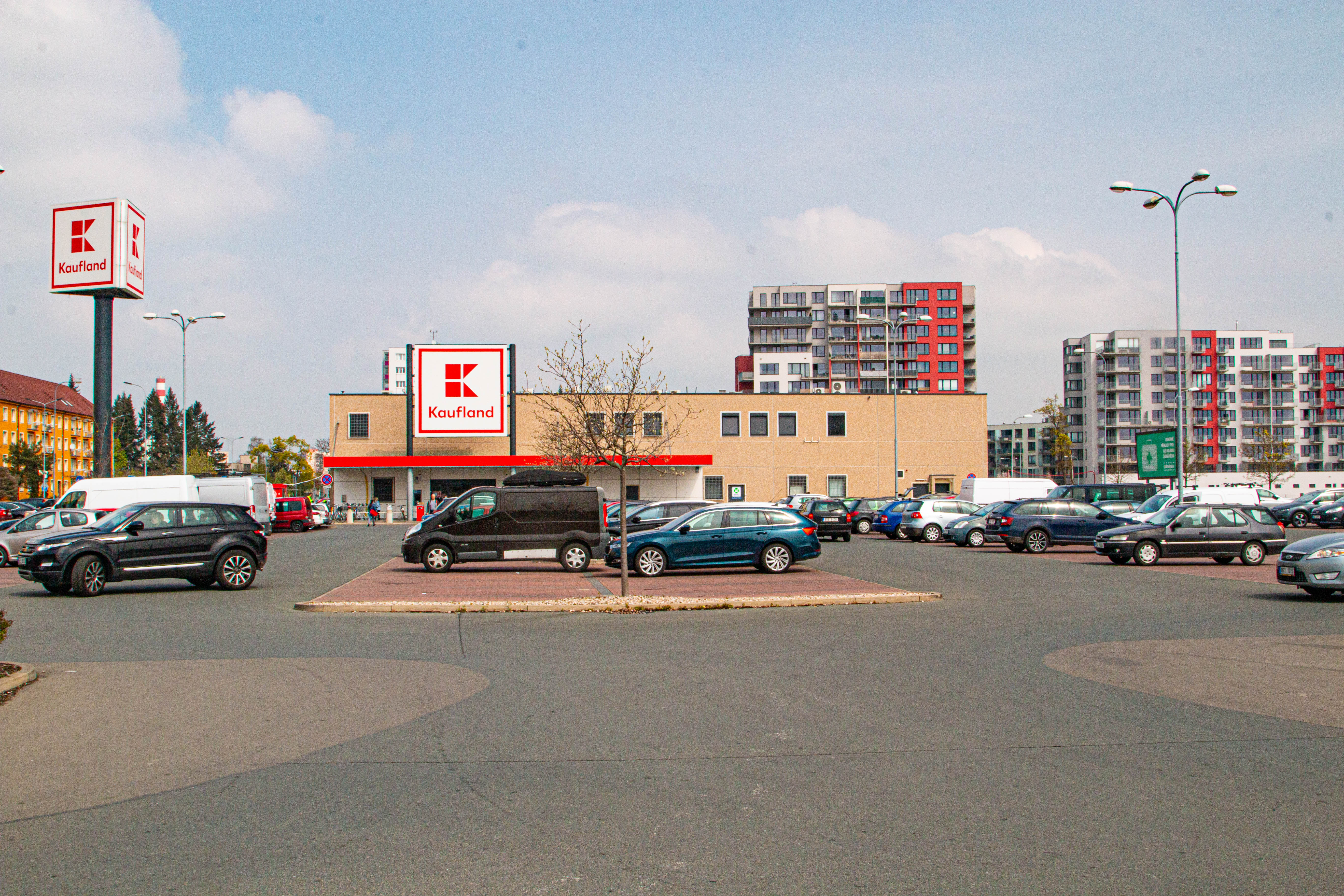
Kaufland v Pardubicích
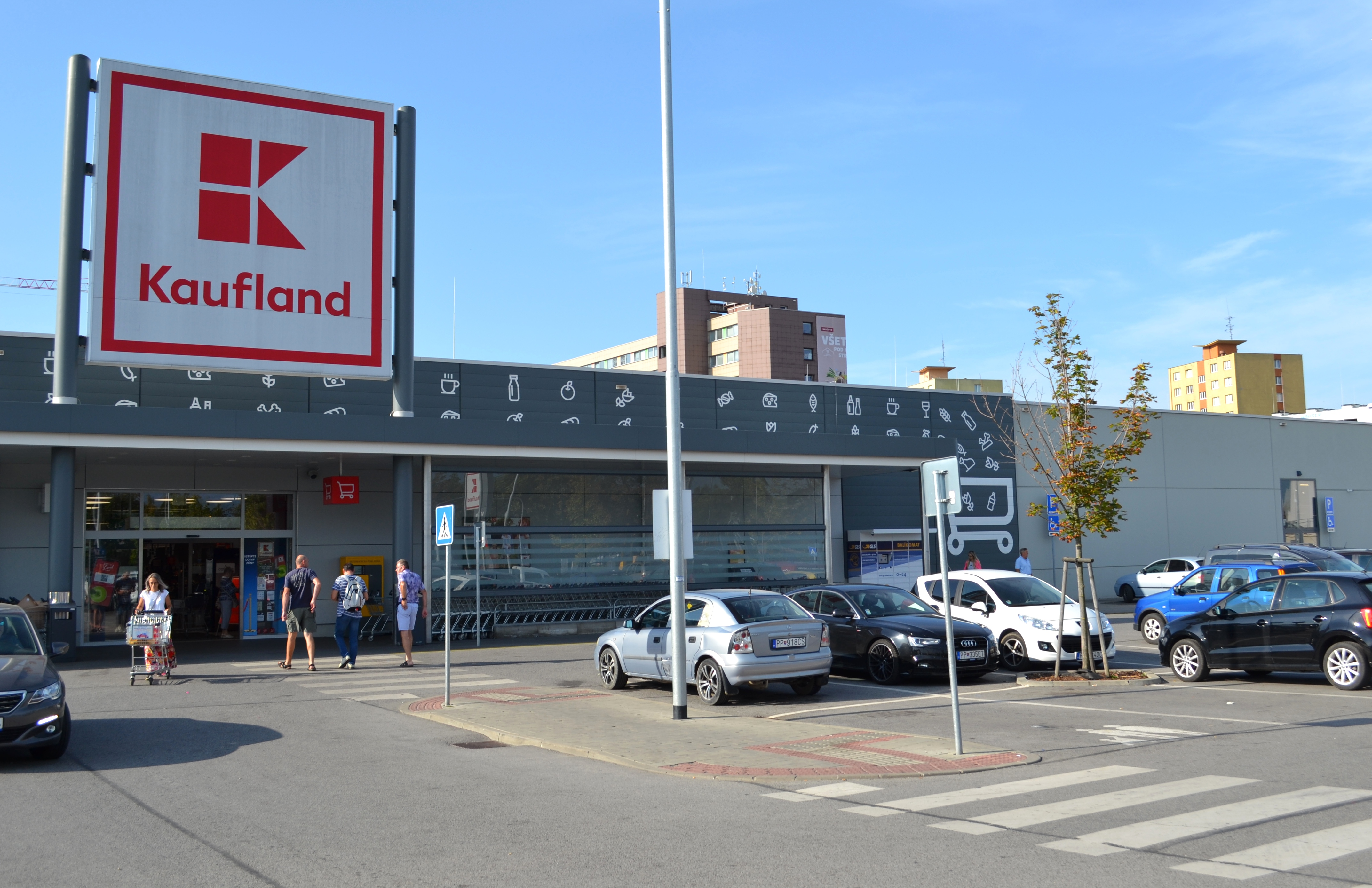
Kaufland v Popradu
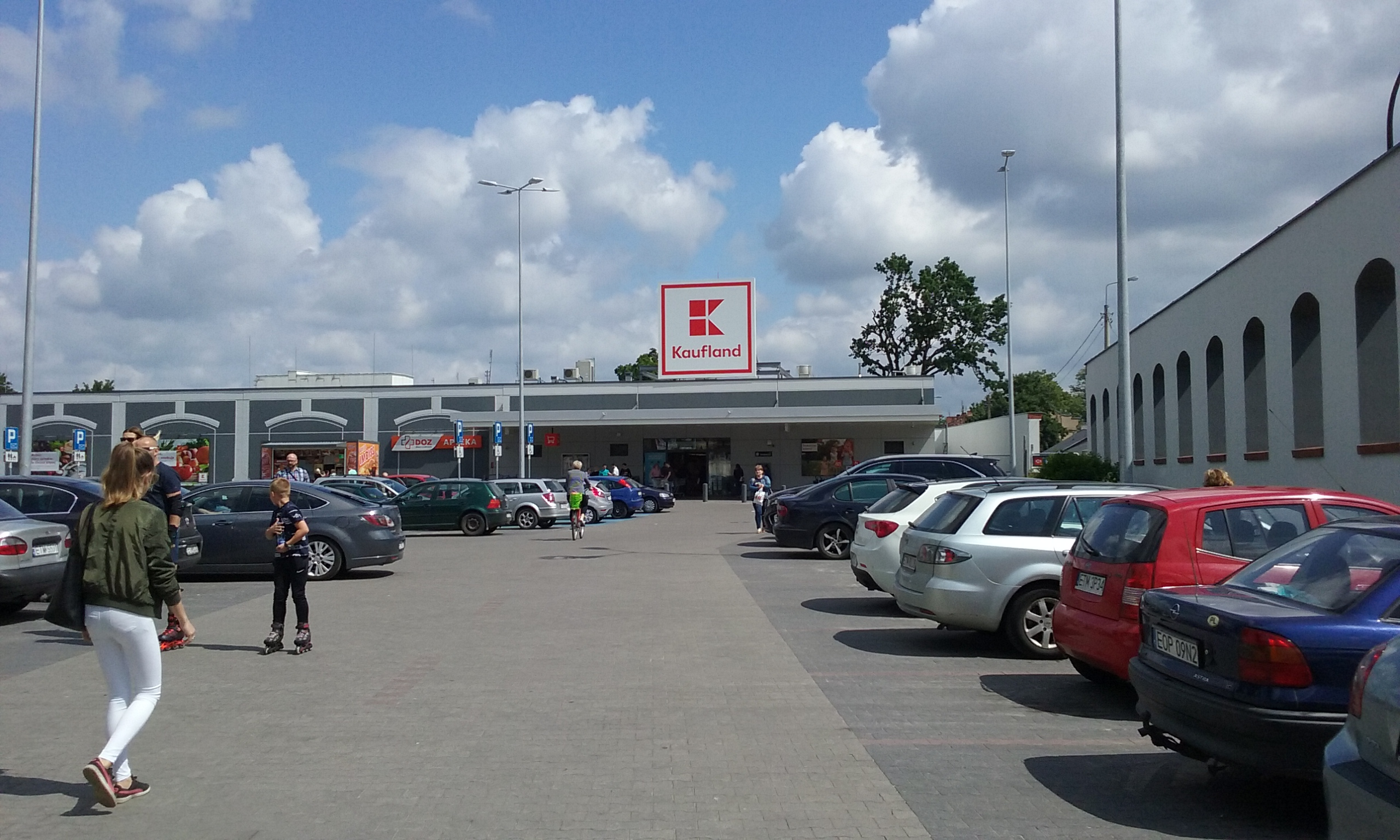
Kaufland v polském městě Tomaszów Mazowiecki
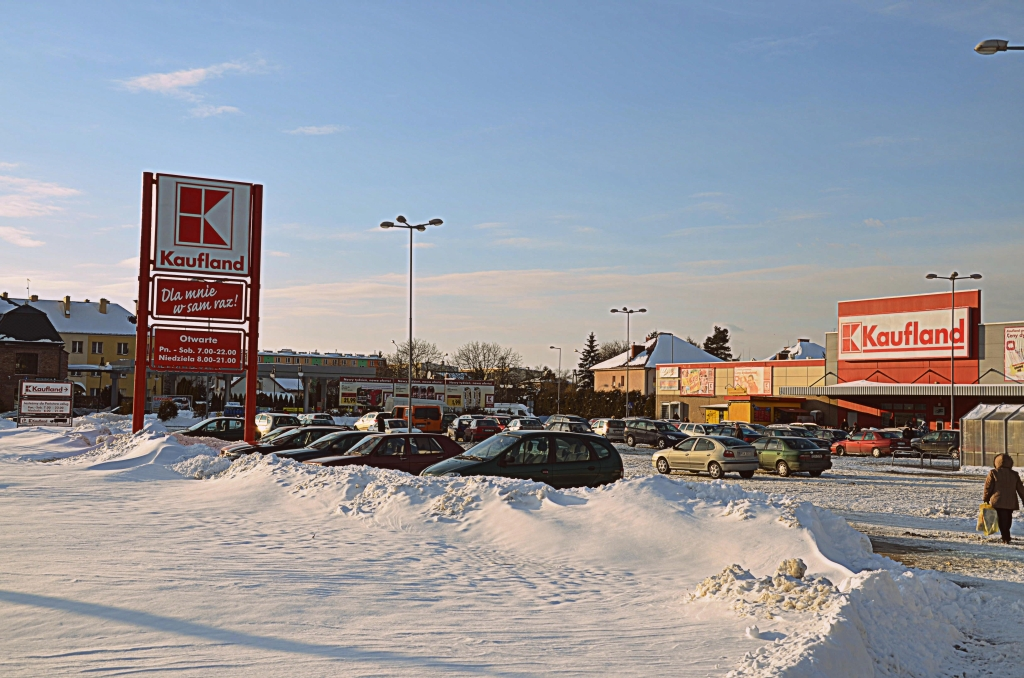
Kaufland v Sanoku v Polsku (2011)
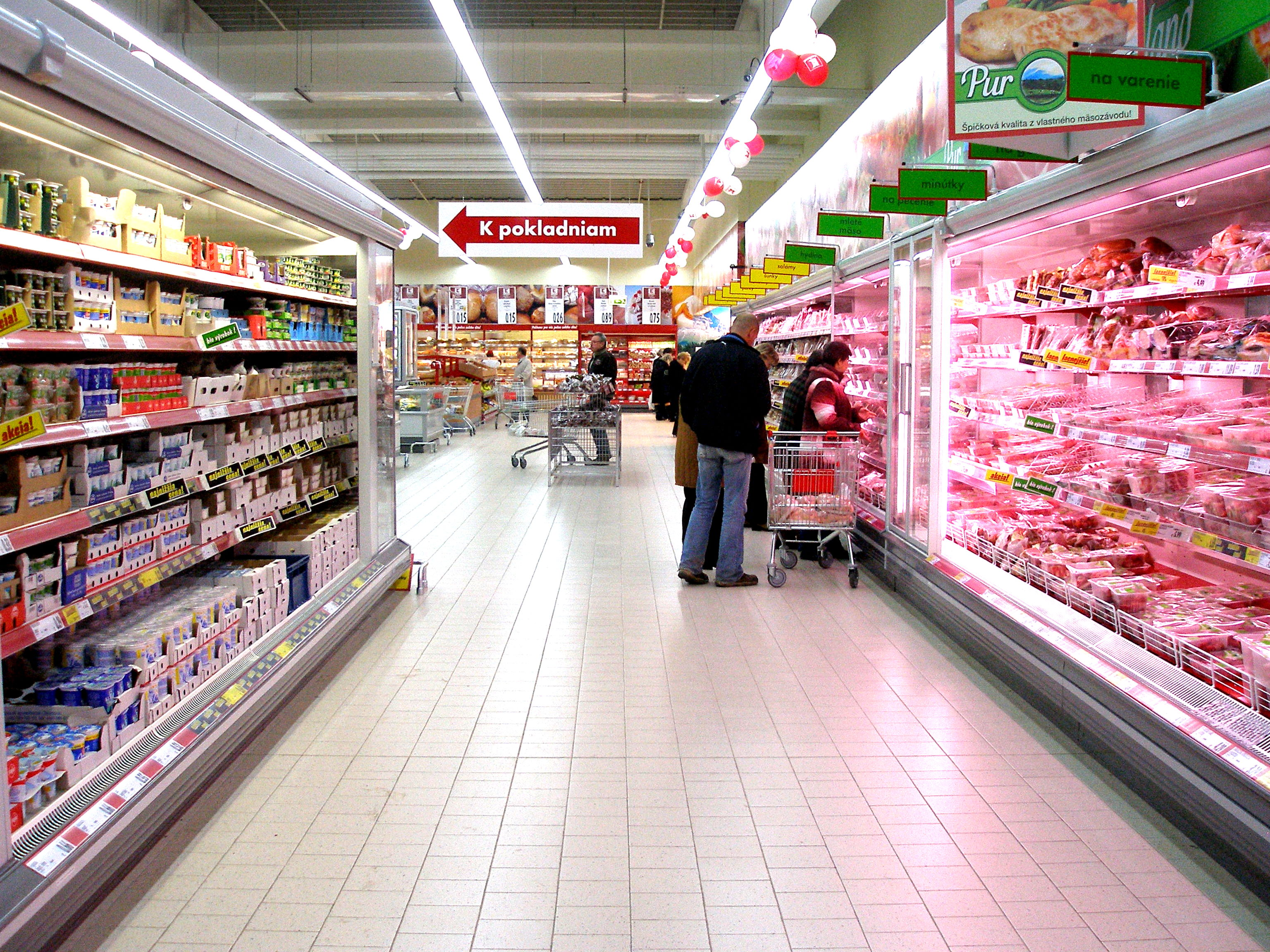
Interiér Kauflandu v Prešově (2009)